# Policía gladiador
Policía gladiador (título original: Gladiator Cop) es una película canadiense de acción, drama y fantasía de 1995, dirigida por Nick Rotundo, que a su vez la escribió junto a Paco Alvarez y Nicolas Stiliadis, musicalizada por Alun Davies y Guy Zerafa, en la fotografía estuvo Edgar Egger y el elenco está compuesto por Frank Anderson, Lorenzo Lamas y Christopher Lee Clements, entre otros. El filme fue realizado por SC Entertainment, se estrenó el 8 de agosto de 1995.

## Sinopsis
La espada de Alejandro Magno es hurtada de un museo, dado que posee el poder para reencarnar a su difunto dueño. Los combates ilegales de gladiadores se desarrollan en Nueva York. Al policía que indaga sobre el caso le llegan visiones de estas batallas.